# Ulla Sorbon

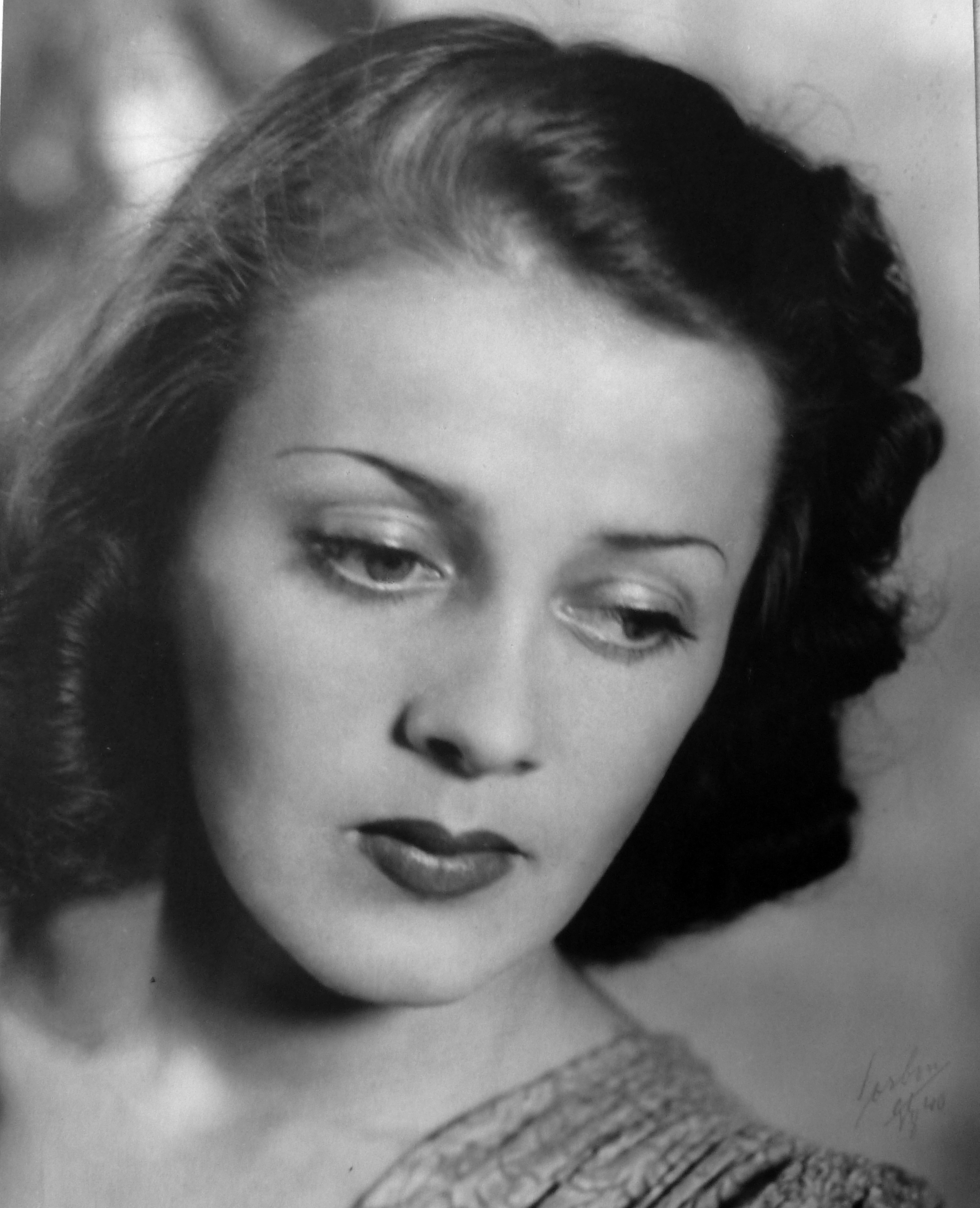
Ulla Sorbon

Ulla Sorbon (Estocolmo; 7 de marzo de 1915 - Gotemburgo; 29 de junio de 1941) fue una actriz y cantante de nacionalidad sueca. Fue una de las componentes del trío de cantantes y bailarinas Sorbon Sisters. 

## Biografía
Su verdadero nombre era Olga Harriet Sorbon, y fue hija del fotógrafo David Sorbon y hermana de Marie-Louise, Stina, Bert Sorbon y Birgitta Sorbon Malmsten. 
Desde 1937 estuvo casada con el actor Allan Bohlin. La pareja permaneció unida hasta la muerte de ella en 1941, a causa de una tuberculosis, en el Hospital Renströmska sjukhuset de Gotemburgo. Fue enterrada en el Cementerio Norra begravningsplatsen de Estocolmo.

## Filmografía
- 1932 : En stulen vals
- 1932 : Muntra musikanter
- 1935 : Valborgsmässoafton
- 1936 : Bröllopsresan
- 1936 : Flickorna på Uppåkra
- 1936 : 33.333
- 1936 : S.F. cabaret
- 1937 : Klart till drabbning
- 1938 : Styrman Karlssons flammor
- 1939 : Ombyte förnöjer
- 1940 : Ett brott

## Teatro
- 1937 : Jill Darling, de Marriott Edgar y Vivian Ellis, dirección de Karl Kinch, Teatro Oscar[3][4]